# Votes for Women
Votes for Women est un journal associé au mouvement en faveur du droit de vote des femmes au Royaume-Uni qui paraît de 1907 à 1918. Il est le journal officiel de la Women's Social and Political Union jusqu'en 1912, puis est édité de façon indépendante, jusqu'à ce qu'il devienne l'organe des United Suffragists. 

## Histoire
Le journal est fondé en octobre 1907 par Emmeline et Frederick Pethick-Lawrence, qui en assurent conjointement la rédaction en chef. Il devient l'organe officiel de la Women's Social and Political Union (WSPU), qui est alors la principale organisation suffragiste britannique Les militants du WSPU le vendent dans la rue. 
Initialement, le journal coûtait 3 pence et est publié mensuellement, avec des suppléments hebdomadaires. En avril 1908, il devient hebdomadaire, et le mois suivant son prix est abaissé à 1 penny. La WSPU considère le journal comme un vecteur de recrutement et de collecte de fonds et consacre beaucoup de temps à accroître sa diffusion. Des affiches publicitaires sont réalisées par l'artiste Hilda Dallas.  
Le format du journal est modifié en 1909 et la WSPU lance une campagne de publicité. Elle organise des tournées en autobus à travers Londres, auxquelles participent Helen Millar Craggs et d'autres militantes, et établit des points de vente permanents en centre ville. La diffusion du journal atteint 33 000 exemplaires hebdomadaires au début de 1910. 
En 1912, les Pethick-Lawrence sont arrêtés et emprisonnés, et Evelyn Sharp assure la direction éditoriale du journal. Après leur expulsion de la WSPU, Emmeline et Frederick Pethick-Lawrence éditent le journal de manière indépendante. En février 1914, Votes for Women annonce la formation du mouvement United Suffragists et le journal devient l'organe officiel de la nouvelle organisation,. Evelyn Sharp reprend alors la direction éditoriale du journal.
Le journal continue de paraître pendant la Première Guerre mondiale, mais avec une diffusion très réduite. La ligne éditoriale est réorientée, avec le slogan « Journal de guerre pour les femmes ». Les femmes obtiennent le droit de vote à partir de 1918 et, en mars de la même année, l'organisation des United Suffragists se dissout, tandis que le journal cesse de paraître.

## Galerie

Votes for Women
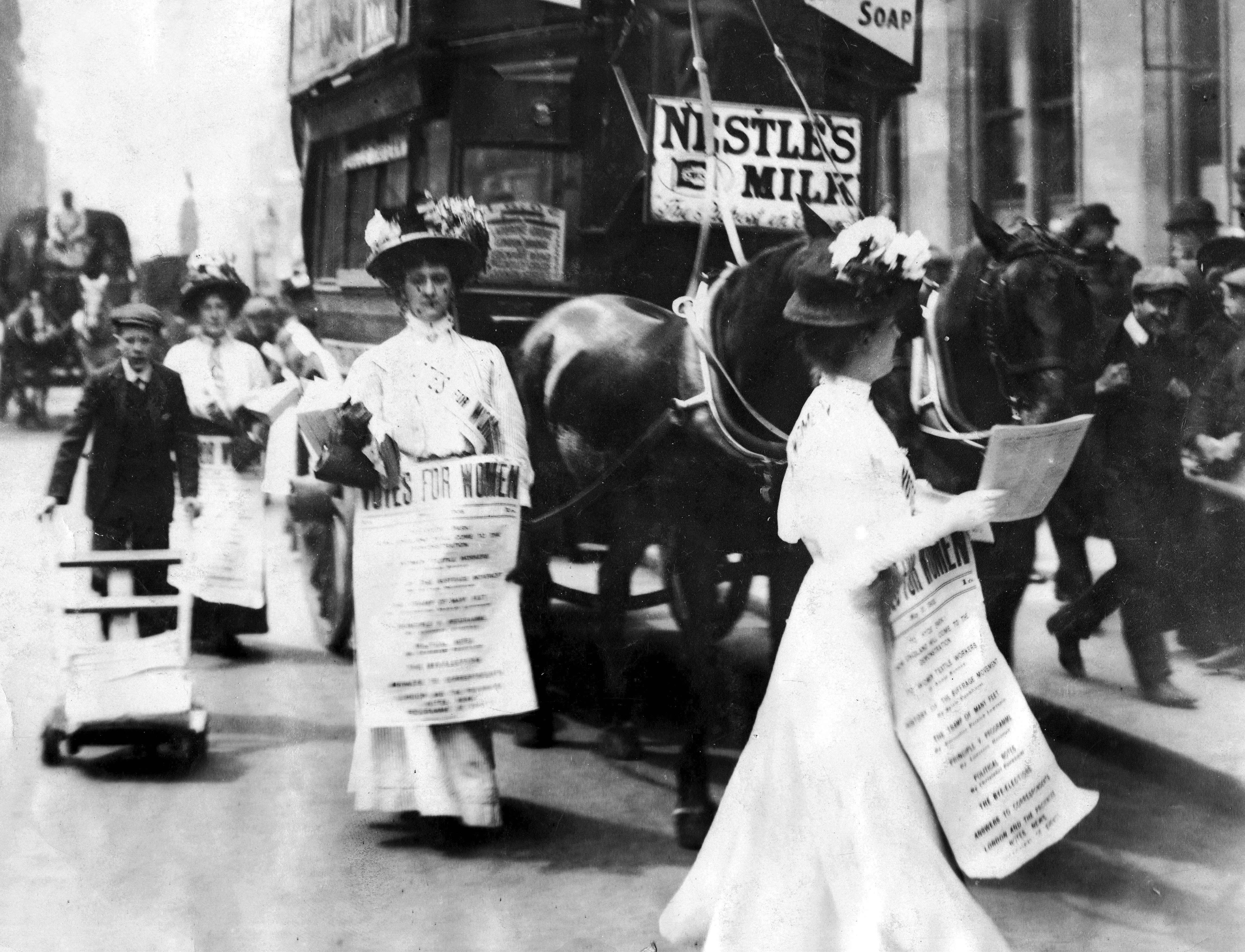
Vente du journal sur Fleet Street à London, en 1908.
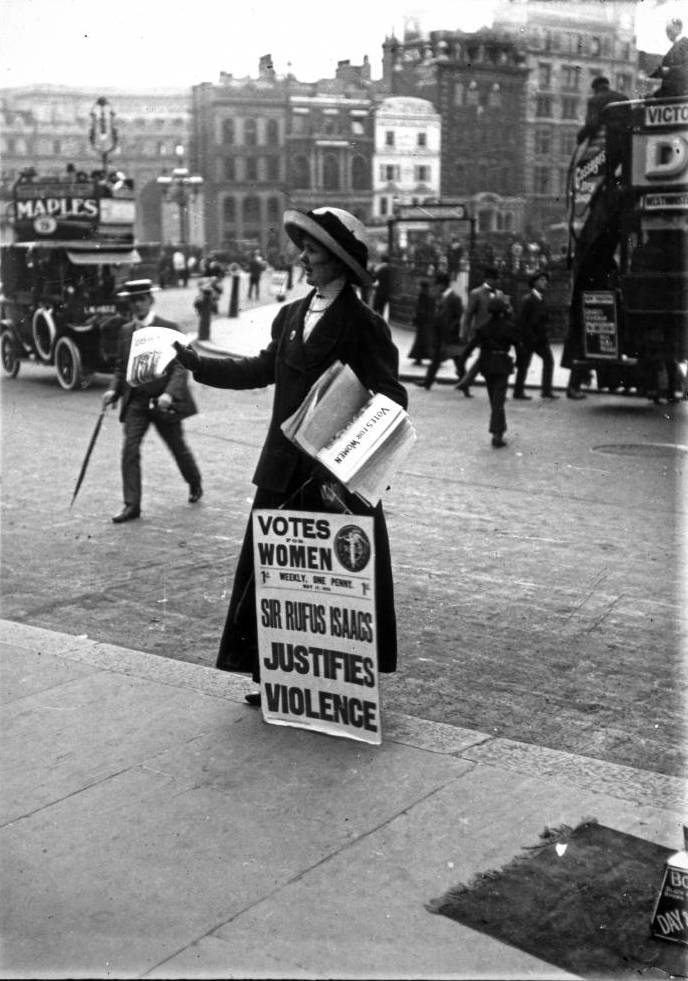
Vente dans la rue
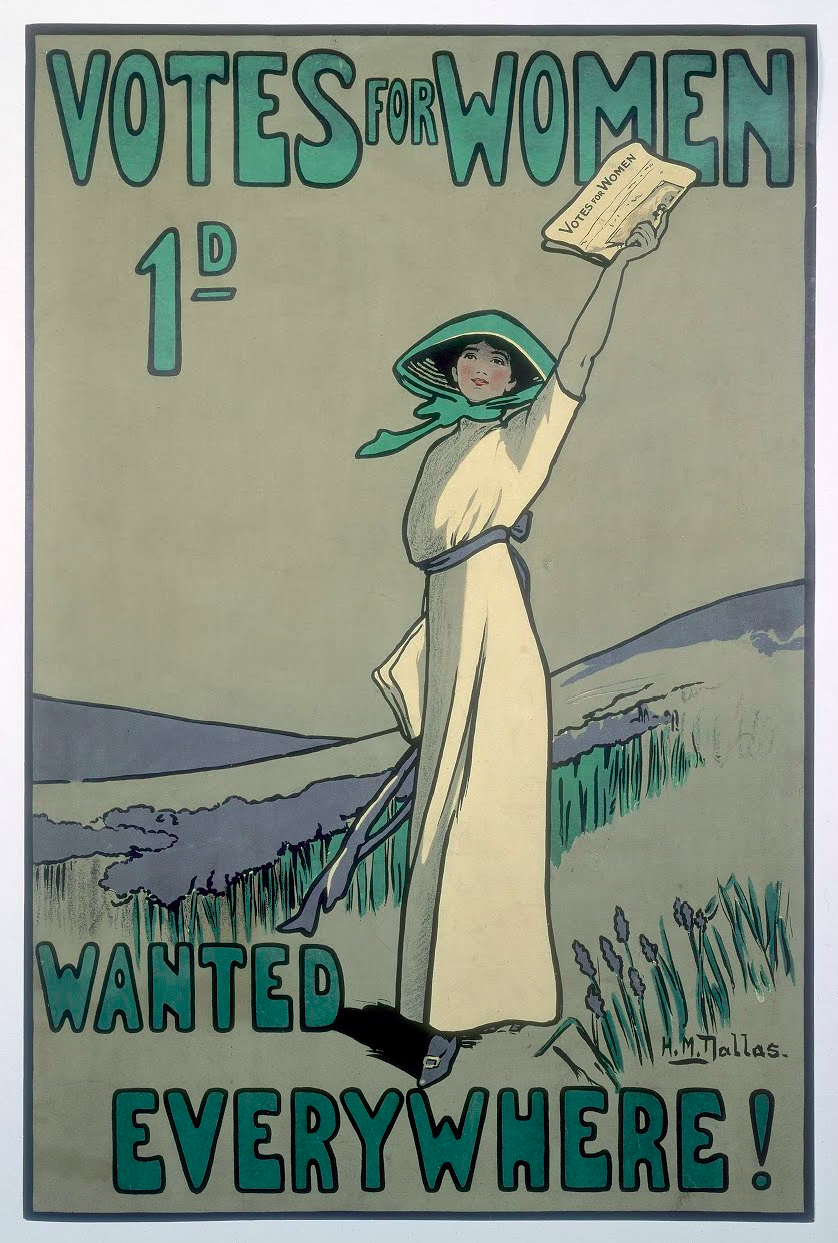
Affiche de Hilda Dallas (1909)